# Zygodon brevisetus
Zygodon brevisetus är en bladmossart som beskrevs av William M. Wilson och Mitten 1859. Zygodon brevisetus ingår i släktet ärgmossor, och familjen Orthotrichaceae. Inga underarter finns listade i Catalogue of Life.